# Wanar (Pucuk)
Wanar is een bestuurslaag in het regentschap Lamongan van de provincie Oost-Java, Indonesië. Wanar telt 4972 inwoners (volkstelling 2010).